# Hakkarpilisz
Hakkarpilisz (vagy Hakkarpili, 𒐕𒀝𒋼𒀀𒁉𒇷𒅖 hettita mḪa-ak-kar-pi2-li-iš) hettita herceg a Calpa-szöveg című, CTH#3 katalógusszámú dokumentum egyik szereplője. Vitatott, hogy történeti személyiségről lenne-e szó. Akik szerint történeti személy, azok Papahdilmah, PU-Szarruma vagy I. Hattuszilisz fiának tartják.
A CTH#3 előadása szerint Calpa (vagy Calvar) városában lázadás tört ki, amelynek áldozatául esett a meg nem nevezett hattuszaszi király leánya, a calpai király hitvese is. A hattuszaszi király leverte a lázadást, és fiát, Hakkarpiliszt küldte Calpába kormányozni.
ma-a-an mḪa-ak-kar-pi2-li-iš URUZa-al-pa pa-[...] nu-uš-ma-aš me-mi-iš-ta ki-i-mu LUGAL-uš pa-i[š-t]a [...]
„Amikor Hakkarpilisz Calpába m(ent...) nekik (így) beszélt: Ezt nekem a király a(dt)a”.
A dokumentum további része alapján a Hakkarpilisz által irányított Calpában újabb lázadás tört ki, de nem tudni, hogy a királyhű Hakkarpilisz ellen, vagy maga a herceg lázadt fel. A végkifejlet a tábla töredékessége miatt nem ismert.
Amennyiben Hakkarpilisz történeti személy volt, úgy a szöveg alapján nem lehet egyértelműen elhelyezni a hettita történelem időrendjében, mivel a hattuszaszi király, akinek a fia lett volna, nem kerül megnevezésre. Néhány következtetés azonban levonható.
Anittasz lerombolta Calpát és Hattuszaszt is. (Lásd Anittasz király felirata, CTH#1.) Hattuszaszt I. Hattuszilisz építette és telepítette újra, tehát a történet Anittasz és Hattuszilisz közötti időben nem játszódhatott le. Az anittaszi hadjárat előtti Hattuszasz valószínűleg nem játszott olyan nagy szerepet, hogy elfoglalhatta és felügyelhette volna Calpát, ráadásul Anittasz dokumentuma alapján független királyság volt. Mindezek alapján csak Hattuszilisz Neszából Hattuszaszba költözése utáni időszak jöhet szóba. Hattuszilisz sokáig uralkodott. Unokája, I. Murszilisz követte őt, akinek regnálása alatt újfent nem valószínű.